# Ciclismo ai Giochi della IX Olimpiade - Velocità
La competizione della velocità di ciclismo dei Giochi della IX Olimpiade si tenne nei giorni dal 4 al 6 agosto 1928 ad Amsterdam, nei Paesi Bassi.

## Risultati

### 1º turno
Si disputò il 4 agosto. I vincitori di ciascuna serie ai quarti di finale, i restanti ai recuperi.
| Manche | Atleta              | Nazione       | Pos. | Tempo | Note |
| ------ | ------------------- | ------------- | ---- | ----- | ---- |
| 1      | Willy Falck Hansen  | Danimarca     | 1    | 13"8  | Q    |
| 1      | Antonio Malvassi    | Argentina     | 2    |       |      |
| 2      | Roger Beaufrand     | Francia       | 1    | 13"6  | Q    |
| 2      | Bertie Donnelly     | Irlanda       | 2    |       |      |
| 2      | August Schaffer     | Austria       | 3    |       |      |
| 3      | Yves Van Massenhove | Belgio        | 1    | 13"4  | Q    |
| 3      | Walter Knabenhaus   | Svizzera      | 2    |       |      |
| 3      | Jerzy Koszutski     | Polonia       | 3    |       |      |
| 4      | Hans Bernhardt      | Germania      | 1    | 13"6  | Q    |
| 4      | Jim Davies          | Canada        | 2    |       |      |
| 5      | Antoine Mazairac    | Paesi Bassi   | 1    | 13"0  | Q    |
| 5      | Sidney Cozens       | Gran Bretagna | 2    |       |      |
| 5      | Francisco Juillet   | Cile          | 3    |       |      |
| 6      | Jack Standen        | Australia     | 1    | 13"2  | Q    |
| 6      | Edoardo Severgnini  | Italia        | 2    |       |      |
| 6      | Roberts Plume       | Lettonia      | 3    |       |      |
| 6      | José María Yermo    | Spagna        | 4    |       |      |

### Recuperi
Si disputarono il 4 agosto. I vincitori di ciascuna serie alla finale dei recuperi.
| Manche | Atleta             | Nazione       | Pos. | Tempo | Note |
| ------ | ------------------ | ------------- | ---- | ----- | ---- |
| 1      | Walter Knabenhaus  | Svizzera      | 1    | 14"2  | Q    |
| 1      | Francisco Juillet  | Cile          | 2    |       |      |
| 2      | Antonio Malvassi   | Argentina     | 1    | 13"6  | Q    |
| 2      | Edoardo Severgnini | Italia        | 2    |       |      |
| 2      | Jim Davies         | Canada        | 3    |       |      |
| 3      | Jerzy Koszutski    | Polonia       | 1    | 12"8  | Q    |
| 3      | Bertie Donnelly    | Irlanda       | 2    |       |      |
| 3      | Roberts Plume      | Lettonia      | 3    |       |      |
| 4      | Sidney Cozens      | Gran Bretagna | 1    | 13"0  | Q    |
| 4      | José María Yermo   | Spagna        | 2    |       |      |
| 4      | Cavit Cav          | Turchia       | 3    |       |      |

### Finale recuperi
Si disputò il 4 agosto. Il vincitore ai quarti di finale.
| Pos. | Atleta            | Nazione       | Tempo | Note |
| ---- | ----------------- | ------------- | ----- | ---- |
| 1    | Jerzy Koszutski   | Polonia       | 14"2  | Q    |
| 2    | Antonio Malvassi  | Argentina     |       | Q    |
| 3    | Sidney Cozens     | Gran Bretagna |       |      |
| 4    | Walter Knabenhaus | Svizzera      |       |      |

### Quarti di finale
Si disputarono il 5 agosto. I vincitori di ciascuna serie alle semifinali.
| Manche | Atleta              | Nazione     | Pos. | Tempo | Note |
| ------ | ------------------- | ----------- | ---- | ----- | ---- |
| 1      | Hans Bernhardt      | Germania    | 1    | 13"2  | Q    |
| 1      | Yves Van Massenhove | Belgio      | 2    |       |      |
| 2      | Antoine Mazairac    | Paesi Bassi | 1    | 13"2  | Q    |
| 2      | Jack Standen        | Australia   | 2    |       |      |
| 3      | Roger Beaufrand     | Francia     | 1    | 13"4  | Q    |
| 3      | Antonio Malvassi    | Argentina   | 2    |       |      |
| 4      | Willy Falck Hansen  | Danimarca   | 1    | 13"2  | Q    |
| 4      | Jerzy Koszutski     | Polonia     | 2    |       |      |

### Semifinali
Si disputarono il 5 agosto. 
| Manche | Atleta             | Nazione     | Pos. | Tempo | Note |
| ------ | ------------------ | ----------- | ---- | ----- | ---- |
| 1      | Antoine Mazairac   | Paesi Bassi | 1    | 12"2  | Q    |
| 1      | Willy Falck Hansen | Danimarca   | 2    |       |      |
| 2      | Roger Beaufrand    | Francia     | 1    | 13"2  | Q    |
| 2      | Hans Bernhardt     | Germania    | 2    |       |      |

### Finale 3 posto
Si disputò il 6 agosto. 
| Pos.   | Atleta             | Nazione   | Tempo |
| ------ | ------------------ | --------- | ----- |
| Bronzo | Willy Falck Hansen | Danimarca | 12"2  |
| 4      | Hans Bernhardt     | Germania  |       |

### Finale 1 posto
Si disputò il 6 agosto. 
| Pos.    | Atleta           | Nazione     | Tempo |
| ------- | ---------------- | ----------- | ----- |
| Oro     | Roger Beaufrand  | Francia     | 13"2  |
| Argento | Antoine Mazairac | Paesi Bassi |       |